# Paultons Park
Koordinaten: 50° 56′ 57″ N, 1° 33′ 8″ W
Paultons Park ist ein Freizeitpark in Romsey (Hampshire, England), der am 17. Mai 1983 eröffnet wurde. Der Park verfügt über zahlreiche Attraktionen wie Fahrgeschäfte, Achterbahnen und Tieren. Er ist in die fünf Themenbereiche Peppa Pig World, Tornado Springs, Lost Kingdom, Wild Lands und Critter Creek gegliedert.
Die Neuheit 2025 ist die interaktive Themenfahrt Ghostly Manor, bei der die Fahrgäste während der Fahrt Geister bekämpfen müssen. 2026 soll mit Drakon eine neue Achterbahn vom Modell Euro-Fighter des Herstellers Gerstlauer Amusement Rides eröffnet werden.

## Achterbahnen
| Name                    | Typ                                   | Hersteller                 | Eröffnungsjahr | Bemerkungen                        | Weblinks |
| ----------------------- | ------------------------------------- | -------------------------- | -------------- | ---------------------------------- | -------- |
| Cat-O-Pillar Coaster    | Familienachterbahn                    | Zierer                     | 2000           | Bis 2014 war der Name Stinger.     |          |
| Cobra                   | Stahlachterbahn ohne Inversionen      | Gerstlauer Amusement Rides | 2006           |                                    |          |
| Dino Chase              | Familienachterbahn                    | Zierer                     | 2003           | Bis 2015 war der Name Flying Frog. |          |
| Farmyard Flyer          | Familienachterbahn                    | Zierer                     | 2022           |                                    |          |
| Flight of the Pterosaur | Familienachterbahn, Suspended Coaster | Vekoma                     | 2016           |                                    |          |
| Storm Chaser            | Spinning Coaster                      | Mack Rides                 | 2021           |                                    |          |
| Velociraptor            | Familienachterbahn, Shuttle Coaster   | Vekoma                     | 2016           |                                    |          |

### Ehemalige Achterbahnen
| Name          | Typ                                 | Hersteller               | Eröffnungsjahr | Schließungsjahr | Bemerkungen | Weblinks |
| ------------- | ----------------------------------- | ------------------------ | -------------- | --------------- | --- | -------- |
| Runaway Train | Familienachterbahn, Powered Coaster | Big Country Motioneering | 1992           | 1999            | Befand sich danach bis 2011 als Runaway Train in Dunes Leisure. Heute befindet sich an der Stelle die Achterbahn Cat-O-Pillar Coaster. |          |